# 桑原俊
桑原 俊（くわはら しゅん、1981年10月28日 - ）は体操選手。熊本県生まれ。10歳から体操を始める。人吉市立西小学校-人吉市立第二中学校-熊本県立南稜高等学校-日本体育大学。徳洲会所属。得意種目は平行棒、鉄棒。身長170cm、体重64kg。
平成17年度ナショナル指定選手に選ばれる。2007年にはNHK杯兼世界選手権代表決定競技会で優勝する。

## 経歴
- 1981年10月28日、熊本県に生まれる。
- 1991年、父親のすすめで体操を始める。
- 2000年4月、日本体育大学に入学。
- 2004年4月、徳洲会に入職。
- 2005年5月、フランス国際の平行棒で3位。
- 2006年、ドーハアジア大会の男子体操団体で2位。
- 2007年6月、NHK杯で優勝。